# 奇爾卡斯區
13°10′17″S 73°54′24″W / 13.1715°S 73.9067°W
奇爾卡斯區（西班牙語：Distrito de Chilcas），是秘魯的一個區，位於該國中南部阿亞庫喬大區的拉馬爾省，始建於1893年10月17日，面積149.6平方公里，海拔高度3,220米，2005年人口2,303，人口密度每平方公里15人。